# Манча-Реаль
Манча-Реаль (ісп. Mancha Real) — муніципалітет в Іспанії, у складі автономної спільноти Андалусія, у провінції Хаен. Населення — 11 088 осіб (2010).
Муніципалітет розташований на відстані близько 290 км на південь від Мадрида, 16 км на схід від Хаена.
На території муніципалітету розташовані такі населені пункти: (дані про населення за 2010 рік)
- Манча-Реаль: 10981 особа
- Сотогордо: 107 осіб

## Демографія
Динаміка населення (INE ):